# Ефикасност трошкова
Ефикасност трошкова (или оптималност трошкова), у контексту алгоритама паралелног извршавања, представља меру за начин коришћења ефикасности паралелног извршавања ради решавања појединих проблема. "Паралелан" алгоритам се сматра ефикасним (у смислу трошкова) ако му се асимптотско време извршавања помножено са бројем процесора (који се користие да би се израчунало то што треба) може упоређивати са временом извршавања најбољег секвенцијалног алгоритма.
На пример, неки алгоритам који се може решити у {\displaystyle O(n)} времену, користи најбољи могући секвенцијални алгоритам. {\displaystyle O\left({\frac {n}{p}}\right)} у паралелном израчунавању са {\displaystyle O(p)} просорима би се сматрао ефикасним.
Ефикасност трошкова такође може да се аплицира на људске услуге.